# 112P/Ураты — Ниидзимы
Комета Ураты — Ниидзимы (112P/Urata-Niijima) — короткопериодическая комета из семейства Юпитера, которая была обнаружена 30 октября 1986 года японскими астрономами Цунэо Ниидзима и Такэси Урата с помощью 0,3-метрового телескопа обсерватории Одзимы. На момент открытия она имела яркость 16,0 m звёздной величины и небольшую едва различимую кому. Комета обладает довольно коротким периодом обращения вокруг Солнца — чуть более 6,6 года.

Орбита кометы Ураты — Ниидзимы и её положение в Солнечной системе

Используя позиции кометы в период с 30 октября по 4 ноября, британский астроном Брайан Марсден к 5 ноября опубликовал первый вариант параболической орбиты с датой перигелия 20 ноября 1986 года и расстоянием перигелия 1,64 а. е. Чуть позже была рассчитана и эллиптическая орбита, согласно которой, комета прошла перигелия 23 ноября 1986 года на расстоянии 1,44 а. е. и имела орбитальный период 6,42 года. 
Восстановить комету удалось 20 октября 1993 года американскому астроному Джеймсу Скотти в обсерватории Китт-Пик. Текущие координаты указывали на необходимость корректировки прогноза всего на —0,24 суток. Спустя некоторое время у кометы появилась кома диаметром 11 " угловых секунд, внутри которой было различимо ядро магнитудой 22,7 m, длина хвоста достигала 0,4 ' угловых минуты.

## Сближение с планетами
В XX веке комета дважды сближалась с Юпитером и один раз с Землёй, аналогичная ситуация ожидается и XXI веке.
- 0,26 а. е. от Юпитера 9 марта 1911 года;
- 0,70 а. е. от Юпитера 5 мая 1982 года;
- 0,48 а. е. от Земли 2 ноября 1986 года;
- 0,95 а. е. от Юпитера 3 сентября 2041 года;
- 0,45 а. е. от Земли 4 ноября 2079 года;
- 0,64 а. е. от Юпитера 7 февраля 2089 года.